# Leicester City Women Football Club
Il Leicester City Women Football Club è una squadra di calcio femminile inglese con sede a Leicester, sezione femminile dell'omonimo club. Milita in Women's Super League, la massima serie del campionato inglese.

## Storia

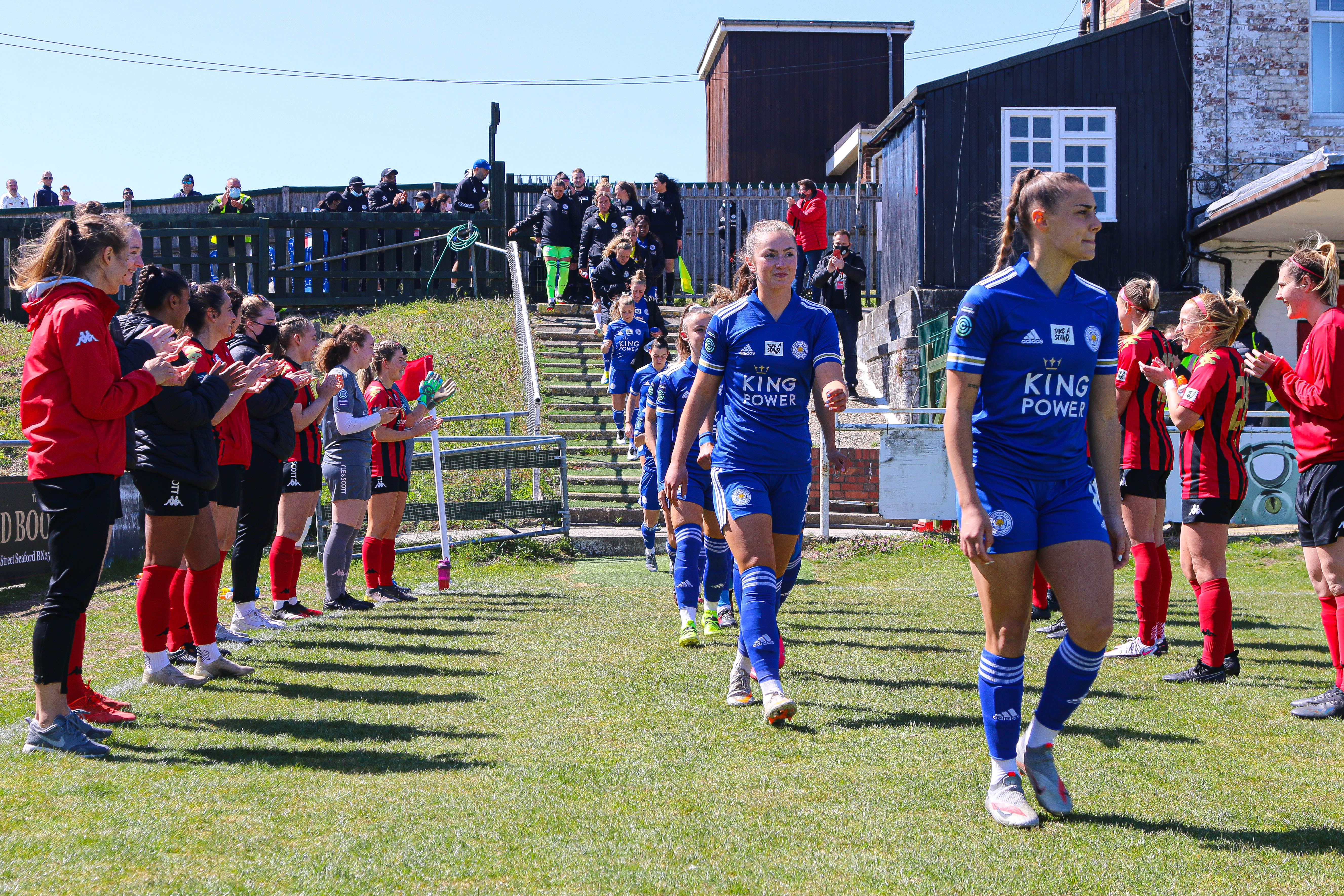
Il Leicester City prima della partita contro il Lewes il 25 aprile 2021.

Il club venne fondato nel 2004 e iscritto alla Leicestershire County League. Nelle prime quattro stagioni ottenne altrettante promozioni, che portarono nel 2008 il club nella FA Women's Premier League Northern Division, che allora rappresentava la seconda serie del campionato inglese. Nel 2010 il Leicester City fu uno dei 16 club candidati ad accedere alla prima edizione della FA Women's Super League, ma non venne incluso tra gli 8 selezionati. Dopo tre terzi posti consecutivi, la stagione 2012-13 venne conclusa al nono posto nella Northern Division, che determinò la retrocessione della squadra nella Combinations League. Nel 2016 la squadra vinse la FA WPL Midlands Division One vincendo 22 partite su 22, e venendo promossa in Northern Division. Rimase in FA WPL Northern Division per due stagioni consecutive, terminando prima al terzo e poi al secondo posto.
Nel 2018 il Leicester City presentò domanda per la licenza di partecipazione alla FA Women's Championship, venendo poi ammesso alla seconda serie del campionato inglese. Dopo aver concluso al settimo posto la prima edizione della FA Women's Championship e al sesto posto la stagione successiva, la squadra vinse la Championship nella stagione 2020-21, ottenendo la promozione in FA Women's Super League. La stagione 2021-22 fu la prima del Leicester City nella massima serie del campionato inglese e venne conclusa all'undicesimo e penultimo posto, che valse la permanenza in Women's Super League.

## Palmarès
- Campionato inglese di seconda divisione: 1

2020-2021

## Statistiche

### Partecipazione ai campionati
| Livello | Categoria                        | Partecipazioni | Debutto   | Ultima stagione | Totale |
| ------- | -------------------------------- | -------------- | --------- | --------------- | ------ |
| 1º      | Women's Super League             | 4              | 2021-2022 | 2024-2025       | 4      |
| 2º      | Premier League Northern Division | 2              | 2008-2009 | 2009-2010       | 5      |
| 2º      | Women's Championship             | 3              | 2018-2019 | 2020-2021       | 5      |
| 3º      | Combination League               | 1              | 2007-2008 | 2007-2008       | 6      |
| 3º      | Premier League Northern Division | 2              | 2010-2011 | 2017-2018       | 6      |
| 4º      | Regional League                  | 1              | 2006-2007 | 2006-2007       | 3      |
| 4º      | Combination League               | 1              | 2013-2014 | 2013-2014       | 3      |
| 4º      | WPL Division 1                   | 1              | 2014-2015 | 2014-2015       | 3      |

## Organico

### Rosa 2024-2025
Rosa come da sito ufficiale.
| N. |                          | Ruolo | Calciatrice    |
| -- | ------------------------ | ----- | -------------- |
| 1  | Germania (bandiera)      | P     | Janina Leitzig |
| 2  | Australia (bandiera)     | D     | Courtney Nevin |
| 3  | Inghilterra (bandiera)   | C     | Sam Tierney    |
| 4  | Nuova Zelanda (bandiera) | D     | CJ Bott        |
| 5  | Scozia (bandiera)        | D     | Sophie Howard  |
| 6  | Giappone (bandiera)      | C     | Saori Takarada |
| 7  | Canada (bandiera)        | A     | Deanne Rose    |
| 8  | Finlandia (bandiera)     | A     | Jutta Rantala  |
| 9  | Germania (bandiera)      | A     | Lena Petermann |
| 10 | Francia (bandiera)       | A     | Noémie Mouchon |
| 11 | Belgio (bandiera)        | C     | Janice Cayman  |
| 12 | Inghilterra (bandiera)   | D     | Asmita Ale     |

| N. |                        | Ruolo | Calciatrice       |
| -- | ---------------------- | ----- | ----------------- |
| 13 | Galles (bandiera)      | P     | Olivia Clark      |
| 14 | Islanda (bandiera)     | A     | Hlín Eiríksdóttir |
| 17 | Francia (bandiera)     | D     | Julie Thibaud     |
| 19 | Inghilterra (bandiera) | A     | Denny Draper      |
| 20 | Inghilterra (bandiera) | A     | Missy Goodwin     |
| 21 | Inghilterra (bandiera) | A     | Hannah Cain       |
| 22 | Belgio (bandiera)      | D     | Sari Kees         |
| 27 | Inghilterra (bandiera) | A     | Shannon O'Brien   |
| 28 | Francia (bandiera)     | A     | Shana Chossenotte |
| 29 | Giappone (bandiera)    | A     | Yūka Momiki       |
| 30 | Inghilterra (bandiera) | C     | Ruby Mace         |
| 31 | Giamaica (bandiera)    | D     | Chantelle Swaby   |

### Rosa 2018-2019
Rosa, ruoli e numeri di maglia estratti dal sito societario.
| N. |                        | Ruolo | Calciatrice            |
| -- | ---------------------- | ----- | ---------------------- |
| 1  | Inghilterra (bandiera) | P     | Demi Lambourne         |
| 2  | Inghilterra (bandiera) | D     | Ella Franklin-Fraiture |
| 3  | Inghilterra (bandiera) | D     | Sarah Jackson          |
| 4  | Inghilterra (bandiera) | D     | Nicole Nymoen          |
| 5  | Inghilterra (bandiera) | D     | Holly Morgan           |
| 6  | Inghilterra (bandiera) | D     | Charlotte Greengrass   |
| 7  | Inghilterra (bandiera) | A     | Sophie Domingo         |
| 8  | Inghilterra (bandiera) | C     | Taome Oliver           |
| 9  | Inghilterra (bandiera) | A     | Melissa Johnson        |
| 10 | Inghilterra (bandiera) | A     | Rosie Axten            |
| 11 | Ghana (bandiera)       | A     | Freda Ayisi            |
| 12 | Inghilterra (bandiera) | D     | Hayley James           |

| N. |                        | Ruolo | Calciatrice      |
| -- | ---------------------- | ----- | ---------------- |
| 13 | Inghilterra (bandiera) | P     | Charlotte Clarke |
| 14 | Inghilterra (bandiera) | A     | Leigh Dugmore    |
| 15 | Inghilterra (bandiera) | A     | Fiona Worts      |
| 16 | Inghilterra (bandiera) | C     | Sherry McCue     |
| 17 | Inghilterra (bandiera) | C     | Freya Thomas     |
| 19 | Inghilterra (bandiera) | C     | Nat Johnson      |
| 21 | Inghilterra (bandiera) | C     | Natasha Hudson   |
| 23 | Inghilterra (bandiera) | D     | Lucy Johnson     |
| 24 | Inghilterra (bandiera) | C     | Mai Moncaster    |
|    | Scozia (bandiera)      | D     | Rachel Brown     |
|    | Inghilterra (bandiera) | A     | Libby Smith      |